# Фергюсон Тауншип (округ Сентер, Пенсільванія)
Фергюсон Тауншип (англ. Ferguson Township) — селище (англ. township) в США, в окрузі Сентр штату Пенсільванія. Населення — 19 009 осіб (2020).

## Демографія
Згідно з переписом 2010 року, у селищі мешкало 17 690 осіб у 7195 домогосподарствах у складі 4192 родин. Було 7501 помешкання
Расовий склад населення:
| - 82,0 % — білих - 11,4 % — азіатів - 3,2 % — чорних або афроамериканців - 0,1 % — корінних американців |

До двох чи більше рас належало 2,3 %. Частка іспаномовних становила 3,0 % від усіх жителів.
За віковим діапазоном населення розподілялося таким чином: 19,6 % — особи молодші 18 років, 68,4 % — особи у віці 18—64 років, 12,0 % — особи у віці 65 років та старші. Медіана віку мешканця становила 32,7 року. На 100 осіб жіночої статі у селищі припадало 102,8 чоловіків;  на 100 жінок у віці від 18 років та старших — 102,3 чоловіків також старших 18 років.
Середній дохід на одне домашнє господарство  становив 84 921 долар США (медіана — 66 170), а середній дохід на одну сім'ю — 115 260 доларів (медіана — 97 781). Медіана доходів становила 71 386 доларів для чоловіків та 45 118 доларів для жінок. За межею бідності перебувало 16,9 % осіб, у тому числі 10,0 % дітей у віці до 18 років та 8,5 % осіб у віці 65 років та старших.
Цивільне працевлаштоване населення становило 9273 особи. Основні галузі зайнятості: освіта, охорона здоров'я та соціальна допомога — 48,0 %, мистецтво, розваги та відпочинок — 11,3 %, науковці, спеціалісти, менеджери — 10,8 %.